# Mary MacLaren
Mary MacLaren (19 de enero de 1900 – 9 de noviembre de 1985) fue una actriz cinematográfica estadounidense que intervino en un total de 136 filmes entre 1916 y 1949. 

## Biografía
Su verdadero nombre era Mary MacDonald, nació en Pittsburgh, Pensilvania, y se educó en Greensburgh (actual Greensboro (Pensilvania)). Su hermana era la actriz Katherine MacDonald. MacLaren era sumamente atlética y pasaba gran parte de su tiempo en las playas cercanas a su casa en California. También era una experta jugadora y aficionada al tenis.
Inició su carrera teatral en el Teatro Winter Garden de la ciudad de Nueva York actuando junto a Al Jolson en The Passing Show y Dancing Around. Su trayectoria cinematográfica comenzó actuando para Universal Studios en Idle Wives, The Model's Confession, The Petal on the Current, The Unpainted Woman, Bonnie Bonnie Lassie, Rouge and Riches y otras muchas películas. 
Mary MacLaren falleció en Hollywood, California, en 1985, a causa de un a enfermedad respiratoria. Tenía 85 años de edad. Fue enterrada en el Cementerio Forest Lawn Memorial Park de Glendale (California).

## Selección de su filmografía
- Shoes (1916)
- The Unpainted Woman (1919)
- The Petal on the Current (1919)
- Bonnie Bonnie Lassie (1919)
- The Three Musketeers (1921)
- The Wild Goose (1921)
- Across the Continent (1922)
- Under the Red Robe (1923)
- On the Banks of the Wabash (1923)
- The Uninvited Guest (1924)
- Westward Ho (1935)
- The New Frontier (1935)
- King of the Pecos (1936)

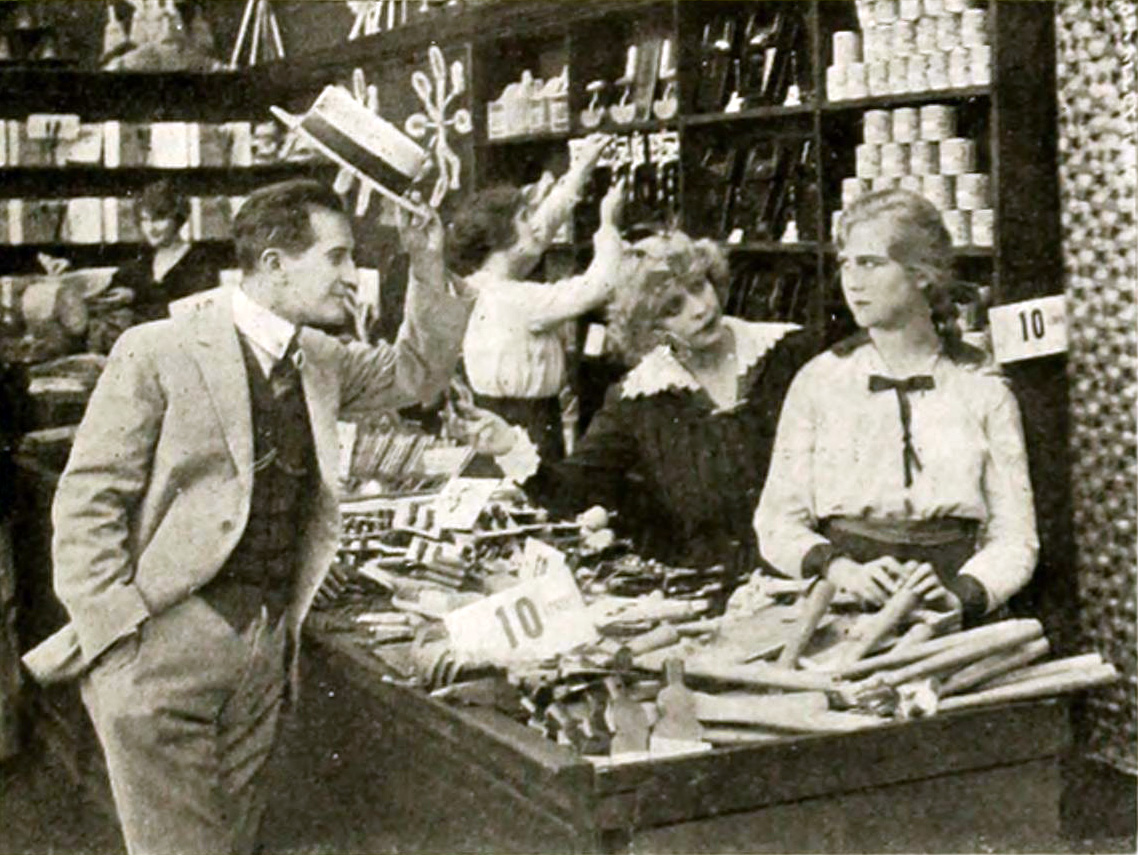
Shoes (1916)

- What Becomes of the Children? (1936)
- Prairie Pioneers (1941)